# Center Point (Alabama)
Center Point és una població dels Estats Units a l'estat d'Alabama. Segons el cens del 2000 tenia 22.784 habitants.

## Demografia
Segons el cens del 2000, Center Point tenia 22.784 habitants, 8.826 habitatges, i 6.434 famílies. La densitat de població era de 1.092,8 habitants/km².
Dels 8.826 habitatges en un 35,3% hi vivien nens de menys de 18 anys, en un 53,7% hi vivien parelles casades, en un 15,4% dones solteres, i en un 27,1% no eren unitats familiars. En el 23,7% dels habitatges hi vivien persones soles el 8,6% de les quals corresponia a persones de 65 anys o més que vivien soles. El nombre mitjà de persones vivint en cada habitatge era de 2,56 i el nombre mitjà de persones que vivien en cada família era de 3,02.
Per edats la població es repartia de la següent manera: un 26,6% tenia menys de 18 anys, un 8,8% entre 18 i 24, un 30,2% entre 25 i 44, un 21,3% de 45 a 60 i un 13,1% 65 anys o més.
L'edat mitjana era de 35 anys. Per cada 100 dones hi havia 89,6 homes. Per cada 100 dones de 18 o més anys hi havia 84,8 homes.
La renda mitjana per habitatge era de 40.929 $ i la renda mitjana per família de 46.427 $. Els homes tenien una renda mitjana de 35.500 $ mentre que les dones 25.544 $. La renda per capita de la població era de 18.160 $. Aproximadament el 7,7% de les famílies i el 9,5% de la població estaven per davall del llindar de pobresa.

## Poblacions properes
El següent diagrama mostra les poblacions més properes.